# Le Gentleman
Le Gentleman est une série télévisée québécoise en 24 épisodes de 45 minutes créée par Anne Boyer et Michel d'Astous, diffusée entre le 8 octobre 2009 et le 24 novembre 2013 sur le réseau TVA.

## Synopsis
Louis Cadieux est un agent-double très mystérieux et un peu impoli. Lorsque sa copine, Kim, est impliquée dans un attentat où elle a été victime, Louis fait tout pour retrouver le coupable.

## Distribution

### Acteurs principaux
- David Boutin : Louis Cadieux
- Michel Barrette : Richard Beauvais
- Marie-Chantal Perron : Nathalie Cadieux
- Hugo St-Onge Paquin : Xavier Cadieux-Dumont
- Éléonore Lamotte : Yolaine Cadieux-Dumont
- Frédéric Pierre : Gabriel Séverin
- Steve Laplante : Alain Thibodeau
- Marie-Hélène Thibault : Dorice Tremblay
- Sylvie Léonard : Josée Boileau
- Karina Aktouf : Ester Tabary
- Sarah-Jeanne Labrosse : Nadia Ouellet
- Sylvie-Catherine Beaudoin : Marie Poulin
- Joey Scarpellino : Francis Duguay-Poulin
- Robin Aubert : Sébastien Thompson
- Martin Dubreuil : Ti-Paulo Roy
- Sophie Prégent : Brigitte Lefebvre
- Daniel Thomas : Phil Coulombe
- Serge Postigo : Christian Brunet

### Acteurs secondaires
- Lise Dion : Marise Lavoie
- Guy Thauvette : Germain Cadieux
- Marianne Farley : Kim Leviel
- Angèle Coutu : Véronique Leviel
- Muriel Dutil : Alice Favreau
- Amélie Grenier : Zaza
- Neil Kroetsch : Bruce Johnston
- Danny Gilmore : Bastien McInnis
- Charles Bender : Glen Fenwick
- Jean-Robert Bourdage : Le médecin légiste

## Fiche technique
- Auteurs : Anne Boyer et Michel d'Astous
- Producteurs : Anne Boyer et Michel d'Astous
- Réalisateur : Louis Choquette
- Directeur photo : François Dutil
- Costumes : Francesca Chamberland
- Décors : Louise-Marie Beauchamp
- Monteur : Claude Palardy
- Compositeur : Christian Clermont
- Société de production : Duo Productions inc.

## Épisodes

### Première saison (2009)
| № | Première diffusion | Audience      |
| - | ------------------ | ------------- |
| 1 | 8 octobre 2009     | 1,194 million |
| 2 | 15 octobre 2009    | 976 000       |
| 3 | 22 octobre 2009    | 937 000       |
| 4 | 29 octobre 2009    | 968 000       |
| 5 | 5 novembre 2009    | 892 000       |
| 6 | 12 novembre 2009   | 898 000       |
| 7 | 19 novembre 2009   | 1,118 million |
| 8 | 26 novembre 2009   | 1,201 million |

### Deuxième saison (2011)
| №  | # | Première diffusion | Audience |
| -- | - | ------------------ | -------- |
| 9  | 1 | 5 octobre 2011     | 888 000  |
| 10 | 2 | 12 octobre 2011    | 797 000  |
| 11 | 3 | 19 octobre 2011    | 917 000  |
| 12 | 4 | 26 octobre 2011    | 727 000  |
| 13 | 5 | 2 novembre 2011    | 830 000  |
| 14 | 6 | 9 novembre 2011    | 821 000  |
| 15 | 7 | 16 novembre 2011   | 828 000  |
| 16 | 8 | 23 novembre 2011   | 834 000  |

### Troisième saison (2013)
| №  | # | Première diffusion | Audience |
| -- | - | ------------------ | -------- |
| 17 | 1 | 25 septembre 2013  | 707 000  |
| 18 | 2 | 2 octobre 2013     |          |
| 19 | 3 | 9 octobre 2013     |          |
| 20 | 4 | 16 octobre 2013    |          |
| 21 | 5 | 23 octobre 2013    |          |
| 22 | 6 | 30 octobre 2013    |          |
| 23 | 7 | 6 novembre 2013    |          |
| 24 | 8 | 13 novembre 2013   | 761 000  |

## Récompenses
- Prix Gémeaux 2010 - Meilleur son Dramatique